# اللوسيل (يخت)
اللوسيل هو يخت فاخر تم بنائه من قبل شركة لورسن الألمانية، اليخت مملوك من قبل الشيخ تميم بن حمد آل ثاني أمير دولة قطر.